# شهرستان پو
شهرستان پو (به لاتین: Pu County) یک منطقهٔ مسکونی در چین است که در لینفن واقع شده‌است. شهرستان پو ۱٬۵۰۸ کیلومتر مربع مساحت و ۱۰۰٬۰۰۰ نفر جمعیت دارد.